# Jean-Baptiste Laumonier
Jean-Baptiste Philippe Nicolas René Laumonier (Lisieux, 30 de juliol de 1749 - Rouen, 10 de gener de 1818) va ser un cirurgià francès. Laumonier va ser cirurgià en cap de l'Hôtel-Dieu de Rouen i membre de l'Institut de France a la secció d'anatomia i de zoologia. La seva habilitat va fer que a Rouen, a principi de segle xix, es creés una escola destinada a l'ensenyament de l'art de modelar en cera preparacions anatòmiques amb el nom d'«École de Rouen».